# Fischblase (Ornament)

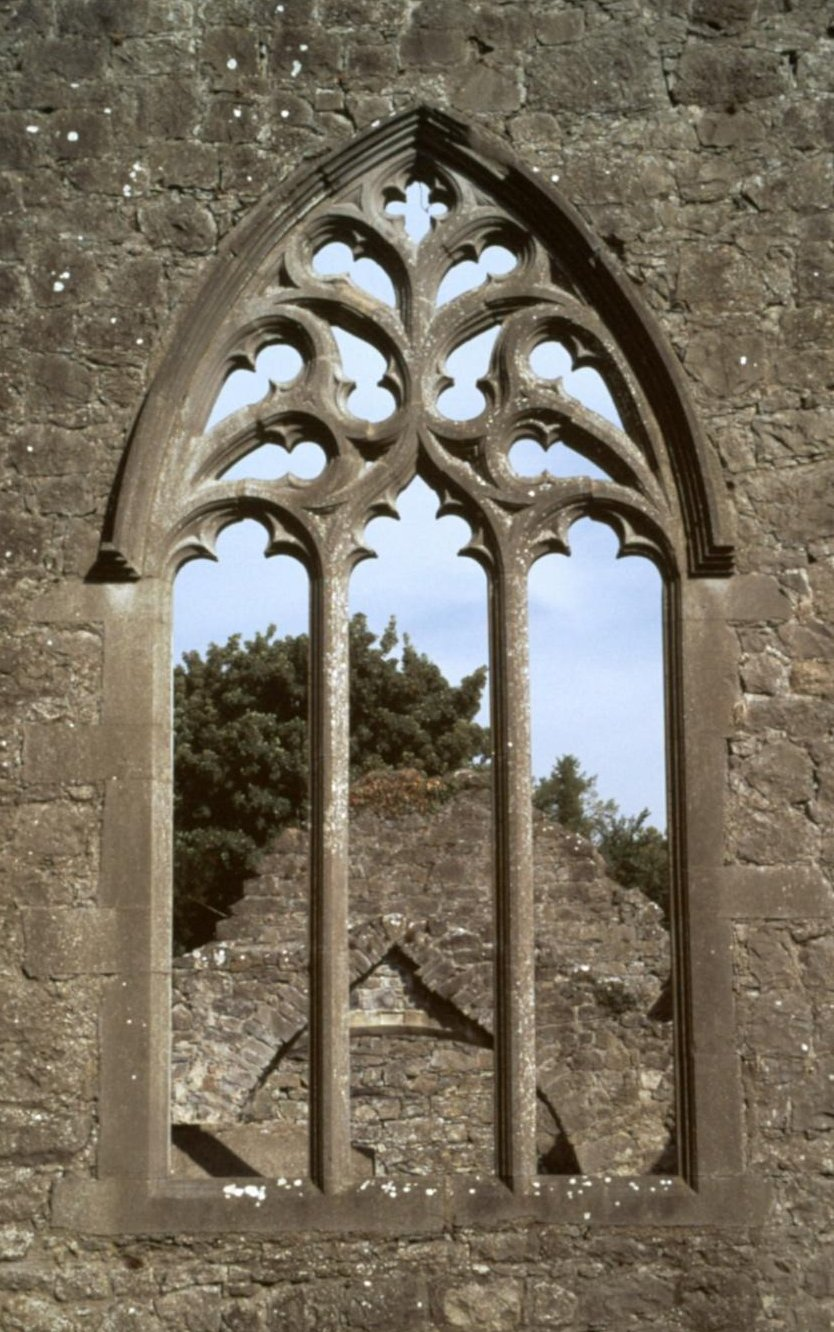
Maßwerkfenster mit Fischblasenornamenten unter dem Spitzbogen (Portumna Priory, Irland)

Die Fischblase oder der Schneuß ist eine geschwungene Ornamentform, die ähnlich wie das persische Boteh-Muster an einem Ende kreisförmig abgerundet ist und zum anderen spitz ausläuft. Zwei oder drei oder mehr Fischblasen können sich rotationssymmetrisch zu einem Kreis ergänzen (siehe auch Dreischneuß). Insbesondere in der Architektur der Spätgotik (Flamboyant-Stil) sind Fischblasen im Maßwerk weit verbreitet.

## Geschichte
Die Ursprünge des Motivs könnten in Persien, Indien oder China zu suchen und über antike Handelswege (Seidenstraße) nach Europa gelangt sein. In der römischen Mosaikkunst finden sich erste europäische Beispiele, z. B. im Archäologischen Museum von Sousse. 
Die einzeln, doppelt oder vierfach im Kreis rotierende Fischblase ist auch eine häufige Verzierung der keltischen Kunst, die von ihren frühen Anfängen bis in die irische Buchmalerei des 19. Jahrhunderts zu finden ist (vgl. Lauburu).

## Beispiele

Yin-und-Yang-Motiv
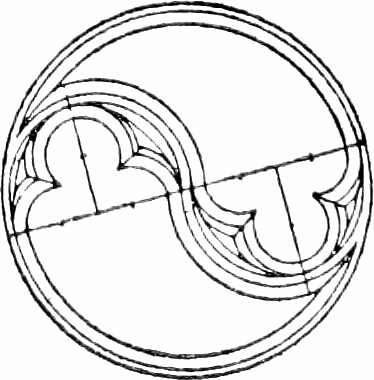
Zweischneuß
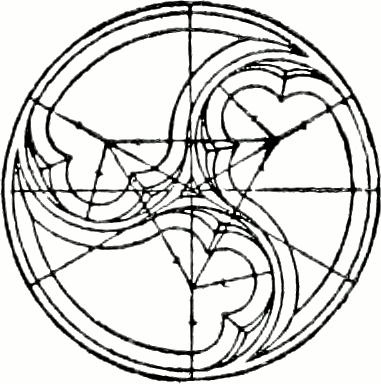
Dreischneuß
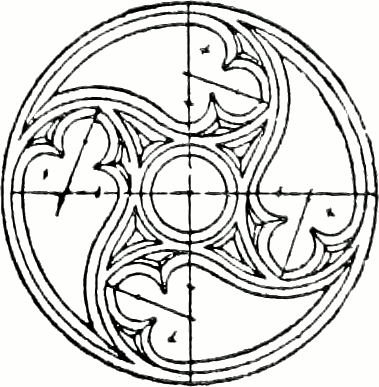
Vierschneuß
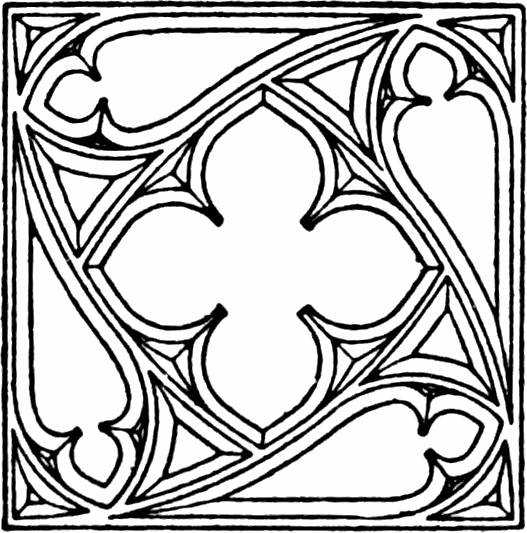
Vierschneuß – eckige Ausführung
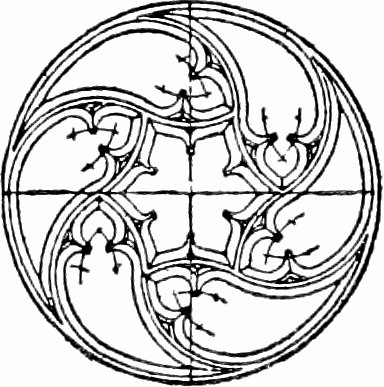
Sechsschneuß